# Peróxido de dicumilo
El peróxido de dicumilo (DCP, de sus siglas en inglés) es un peróxido orgánico que se emplea sobre todo como iniciador en polimerización por radicales libres debido a su facilidad (como otros peróxidos orgánicos también usados) de descomponerse mediante la acción del calor formando radicales libres que reaccionan con los monómeros que formarán parte del polímero en cuestión.
Es una fuerte fuente de radicales libres, que no solo se utiliza como un iniciador de la polimerización, sino también como catalizador y agente de vulcanización. El DCP se descompone rápidamente, causando peligro de incendio y explosión, al calentarlo intensamente y bajo la influencia de la luz. Reacciona violentamente con sustancias incompatibles (ácidos, bases, agentes reductores, y metales pesados) o fuentes de ignición . Se recomienda almacenar en un lugar seco y refrigerado.

## Usos

### Síntesis de polímeros
Como ya se ha comentado, es un aditivo empleado en la química de los plásticos al ser empleado como iniciador en la síntesis de ciertos polímeros. 

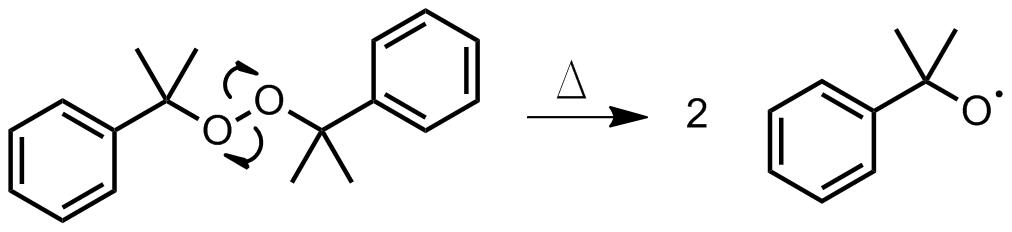
Descomposición térmica del peróxido de dicumilo

También se emplea como agente de entrecruzamiento en polímeros elastómeros debido a su eficiencia de entrecruzamiento en SBR, cis-polibutadieno, copolímero de acrilonitrilo-butadieno, caucho de policloropreno, entre otros.

### Síntesis orgánica
Trabajos recientes sobre funcionalización de alcanos, usando peróxidos tales como peróxido de dicumilo, han abierto una química nueva, en cierta medida, permitiendo por ejemplo la introducción de un grupo fenilamino en un reactivo tan poco usual como el ciclooctano. El ciclooctano al ser un alcano, no participa en casi ninguna reacción, excepto las propios de otros hidrocarburos saturados: combustión y halogenación por radicales libres.

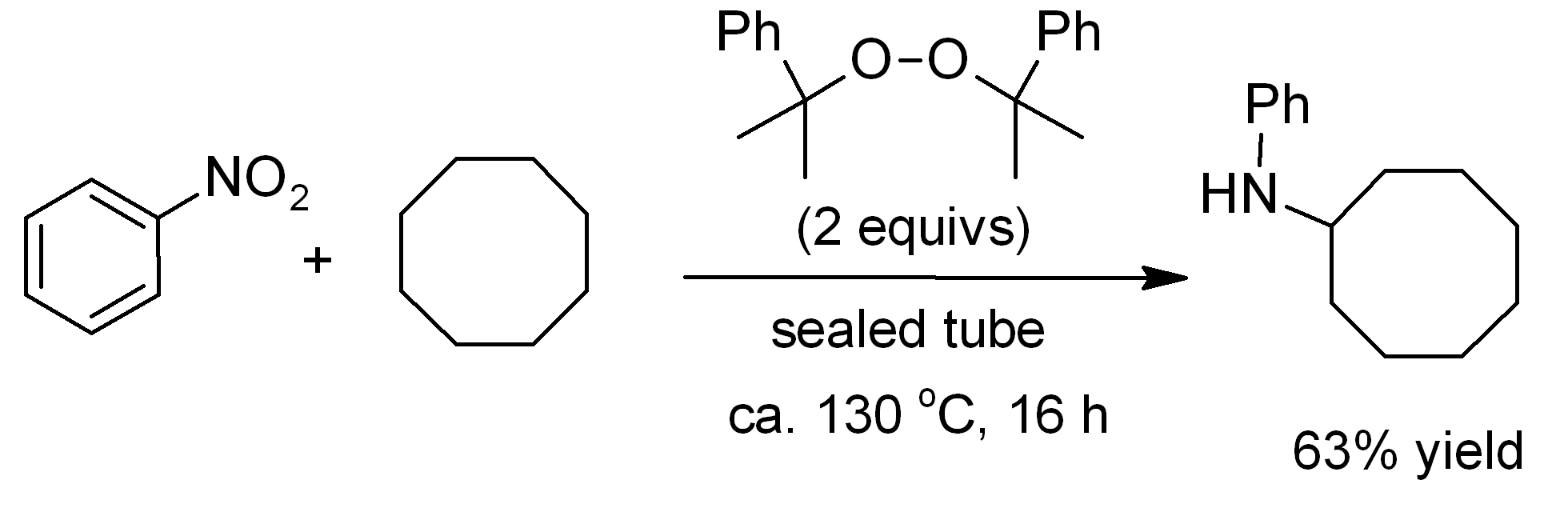
Aminación de ciclooctano con nitrobenceno.